# 金明南
金 明南（キム・ミョンナム、朝鮮語: 김명남）は、朝鮮民主主義人民共和国の軍人、政治家。第91首都防御軍団長、朝鮮労働党中央委員会委員。朝鮮人民軍における軍事称号（階級）は上将。

## 経歴
出生地や生年月日は不明。2012年4月に朝鮮人民軍少将に昇進し、2014年3月9日に実施された最高人民会議第13期代議員選挙で代議員に選出され、2015年1月7日に死去した李乙雪元帥の国家葬儀委員会委員に選ばれた。
2016年2月に第91首都防御軍団長に任命され、2016年5月9日に開催された朝鮮労働党第7次大会で朝鮮労働党中央委員会委員に選出された。2017年4月14日には金日成主席の誕生日である「太陽節」に際して上将に昇進し、2018年9月9日に実施された建国70周年軍事パレードでは、指揮車に乗って金日成広場を行進した。
2019年3月10日に実施された最高人民会議第14期代議員選挙で代議員に再選された。
2020年10月10日に開催された朝鮮労働党創建75周年慶祝閲兵式では、学長として金正日軍政大学閲兵縦隊を率いて行進した。

## 参考サイト
- 북한정보포털